# SIGMOBILE

Logo der SIGMOBILE

Die SIGMOBILE (Special Interest Group on Mobility of Systems, Users, Data and Computing) ist eine Themengruppe der Association for Computing Machinery (ACM), die sich mit den Feldern mobile Computer, kabellose Übertragungsverfahren und Wearable Computing beschäftigt.
1995 startete SIGMOBILE als eine Organisation, welche die Forschung im Bereich Mobilität und allgegenwärtigen Netzwerken vorantreiben wollte. Sie wurde als eine provisorische Special Interest Group der ACM am 13. Juni 1996 offiziell gegründet. Sie erhielt 2000 den Status einer permanenten Special Interest Group.
SIGMOBILE fördert eine Reihe an Konferenzen. Insbesondere die MobiCom und das International Symposium on Mobile Ad Hoc Networking and Computing. Sie veröffentlicht vierteljährlich die wissenschaftliche Zeitschrift Mobile Computing and Communications Review.